# سیارک ۳۲۶۷
سیارک ۳۲۶۷ (به انگلیسی: 3267 Glo، نامگذاری:1981AA) سه هزار و دویست و شصت و هفتمین سیارک کشف شده‌است که در ۳ ژانویه ۱۹۸۱ کشف شد.
قدر مطلق سیارک برابر ۱۳٫۱۰ است.